# John T. Dunn
John Thomas Dunn (* 4. Juni 1838 in Tipperary, Irland; † 22. Februar 1907 in Elizabeth, New Jersey) war ein US-amerikanischer Politiker. Zwischen 1893 und 1895 vertrat er den Bundesstaat New Jersey im US-Repräsentantenhaus.

## Werdegang
Im Jahr 1845 kam John Dunn mit seinem Vater aus seiner irischen Heimat nach New Jersey. Er wurde zunächst zu Hause unterrichtet. Ab 1862 betätigte er sich als Geschäftsmann. Gleichzeitig schlug er als Mitglied der Demokratischen Partei eine politische Laufbahn ein. Im Jahr 1878 war er Stadtrat in Elizabeth; von 1879 bis 1882 gehörte er der New Jersey General Assembly an, deren Präsident er im Jahr 1882 war. Nach einem Jurastudium und seiner 1882 erfolgten Zulassung als Rechtsanwalt begann er in Elizabeth in diesem Beruf zu arbeiten.
Bei den Kongresswahlen des Jahres 1892 wurde Dunn im damals neugeschaffenen achten Wahlbezirk von New Jersey in das US-Repräsentantenhaus in Washington, D.C. gewählt, wo er am 4. März 1893 sein neues Mandat antrat. Da er im Jahr 1894 nicht bestätigt wurde, konnte er bis zum 3. März 1895 nur eine Legislaturperiode im Kongress absolvieren. Nach dem Ende seiner Zeit im US-Repräsentantenhaus praktizierte Dunn wieder als Anwalt. Er starb am 22. Februar 1907 in Elizabeth.